# Білозерський район (Курганська область)
Білозе́рський район (рос. Белозерский район) — адміністративна одиниця Курганської області Російської Федерації.
Адміністративний центр — село Білозерське.

## Населення
Населення району становить 15083 особи (2017; 16934 у 2010, 21128 у 2002).

## Адміністративно-територіальний поділ
На території району 18 сільських поселень:
| Поселення                        | Площа, км² | Населення, осіб (2002) | Населення, осіб (2010) | Населення, осіб (2017) | Центр           | Населені пункти |
| -------------------------------- | ---------- | ---------------------- | ---------------------- | ---------------------- | --------------- | --------------- |
| Баярацька сільська рада          | 146,39     | 569                    | 376                    | 299                    | Баярак          | 2               |
| Білозерська сільська рада        | 209,21     | 5896                   | 5310                   | 4935                   | Білозерське     | 4               |
| Боровлянська сільська рада       | -          | 1541                   | 1264                   | 1088                   | Боровлянка      | 3               |
| Боровська сільська рада          | 262,99     | 1696                   | 1326                   | 1231                   | Боровське       | 9               |
| Вагінська сільська рада          | -          | 494                    | 298                    | 245                    | Вагіно          | 3               |
| Зарослинська сільська рада       | -          | 329                    | 242                    | 195                    | Велике Заросле  | 2               |
| Камаганська сільська рада        | 133,13     | 559                    | 342                    | 254                    | Великий Камаган | 3               |
| Нижньотобольна сільська рада     | -          | 1036                   | 769                    | 697                    | Нижньотобольне  | 8               |
| Новодостоваловська сільська рада | -          | 832                    | 586                    | 433                    | Новодостовалово | 6               |
| Пам'ятинська сільська рада       | 212,41     | 1227                   | 906                    | 776                    | Пам'ятне        | 4               |
| Першинська сільська рада         | 142,29     | 1194                   | 987                    | 920                    | Першино         | 4               |
| П'янковська сільська рада        | 105,18     | 514                    | 329                    | 231                    | П'янково        | 2               |
| Ричковська сільська рада         | 149,19     | 967                    | 915                    | 954                    | Ричково         | 6               |
| Річкинська сільська рада         | 100,49     | 427                    | 336                    | 277                    | Річкино         | 3               |
| Світлодольська сільська рада     | -          | 1624                   | 1211                   | 1064                   | Світлий Дол     | 6               |
| Скатинська сільська рада         | -          | 443                    | 376                    | 339                    | Скати           | 2               |
| Скопінська сільська рада         | -          | 465                    | 349                    | 292                    | Скопіно         | 1               |
| Ягоднинська сільська рада        | -          | 1275                   | 1012                   | 853                    | Ягодна          | 3               |

- 30 травня 2018 року була ліквідована Зюзінська сільська рада, територія увійшла до складу Боровської сільської ради[5].

## Найбільші населені пункти
| №  | Населений пункт | Населення, осіб (2002) | Населення, осіб (2010) |
| -- | --------------- | ---------------------- | ---------------------- |
| 1  | Білозерське     | 4 441                  | 4 141                  |
| 2  | Боровлянка      | 974                    | 852                    |
| 3  | Корюкіна        | 870                    | 772                    |
| 4  | Світлий Дол     | 871                    | 722                    |
| 5  | Боровське       | 760                    | 644                    |
| 6  | Першино         | 734                    | 638                    |
| 7  | Пам'ятне        | 711                    | 619                    |
| 8  | Ягодна          | 658                    | 522                    |
| 9  | Чимеєво         | 482                    | 446                    |
| 10 | Нижньотобольне  | 495                    | 393                    |